# Guamo
Guamo là một khu tự quản thuộc tỉnh Tolima, Colombia. Thủ phủ của khu tự quản Guamo đóng tại Guamo Khu tự quản Guamo có diện tích 561 ki lô mét vuông. Đến thời điểm ngày 28 tháng 5 năm 2005, khu tự quản Guamo có dân số 32416 người.